# Antipapa

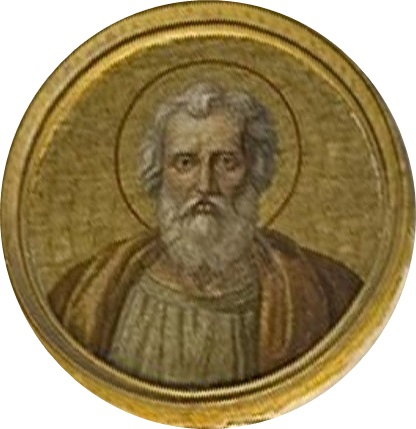
El antipapa Félix II

Antipapa es la persona que, con la intención de ser reconocido como tal o tomar su lugar, usurpa o pretende usurpar las funciones y poderes que corresponden al papa de la Iglesia católica legítimamente elegido. Históricamente, los antipapas y sus seguidores no se consideraban usurpadores sino las personas legítimas para ostentar el cargo de pontífice, señalando al obispo de Roma como quien carecía de legitimidad para ostentar dicho cargo.
El título se utiliza especialmente cuando se trata del papa en cuanto cabeza visible de la Iglesia como obispo de Roma, sea en oposición a un pontífice o bien en periodos de sede vacante. El título de antipapa no implica la adhesión a una doctrina contraria a la fe católica, sino la pretensión de hacerse con una jurisdicción que no le pertenece según la Iglesia.
En ocasiones, es difícil distinguir cuál de los dos pretendientes debería llamarse papa y cuál antipapa, como fue el caso de León VIII y Benedicto V.

## Causas
Históricamente, los antipapas surgieron por diversas razones, siendo tres las principales:
- Discordancia doctrinal.
- Injerencia política del poder temporal.
- Doble elección.

El primer antipapa fue Hipólito de Roma, cuyo papado se extendió entre los años 217 y 235, y el último reconocido canónicamente por la Iglesia católica fue Félix V (1440-1449), elegido por el Concilio de Basilea.

### Discordancia doctrinal
Ocurre cuando una de las partes (con mayor probabilidad el antipapa) difiere doctrinalmente del legítimo pontífice y es favorecido por las autoridades o el pueblo. El primer antipapa, Hipólito de Roma, se proclamó debido a su oposición a los papas Ceferino y Calixto I, a los que acusó de laxismo. El antipapa Novaciano también se proclamó por discordancia doctrinal al adoptar el montanismo, mientras que el antipapa Félix V fue elegido por favorecer la teoría conciliar de la Iglesia.
En el siglo XX y en el XXI aparecieron algunos personajes que se hicieron llamar papas como reacción contra el Concilio Vaticano II pero, al no pertenecer a la Iglesia católica, no pueden ser considerados antipapas. Algunos de ellos fueron partidarios del sedevacantismo por postular que la sede está vacante y por lo tanto apoyaron la necesidad de un concilio imperfecto o cónclave para elegir a un nuevo pontífice, a esta teoría se la denomina conclavismo, por ejemplo Lucian Pulvermacher (Pío XIII), David Bawden (Miguel I). Otros "antipapas" modernos dicen haber recibido el cargo por revelación mística, como es el caso de los papas de la Iglesia palmariana.

### Injerencia política del poder temporal
Sucedía cuando el poder temporal intervenía activamente en la Iglesia católica (cesaropapismo). En esos casos era habitual que los emperadores (del Imperio romano y luego del Sacro Imperio Romano Germánico) depusieran al legítimo pontífice, lo desterraran o encarcelaran y ponían en su lugar a uno de sus favoritos si aquel les contradecía. El antipapa Félix II fue un claro ejemplo; elevado al papado por el emperador Constancio II, que se inclinaba por el arrianismo, en detrimento del papa legítimo Liberio, que no era arriano. Por cuestiones meramente políticas se puede citar a Pascual III, nombrado por Federico I Barbarroja, e instalado en la Santa Sede mientras que el verdadero papa, Alejandro III tuvo que exiliarse.
Ha ocurrido también que las disposiciones del poder temporal influyeron contra un papa legítimamente electo, después de su muerte, a fin de cobrar antiguas afrentas. Tal ocurrió con el papa Formoso, cuyo cadáver fue juzgado en el Concilio Cadavérico por el papa Esteban VI (que apoyaba a Lamberto II de Spoleto para la corona del Sacro Imperio) por supuestos errores eclesiásticos y herejía: le hizo quitar las vestiduras pontificias, mutilarlo y arrojar sus restos al Tíber, declarándolo antipapa. Los papas Teodoro II y Juan IX rehabilitaron la figura de Formoso.

### Doble elección
Ocurre cuando en la Iglesia se enfrentan dos o más facciones y cada una organiza un cónclave y elige a su propio pontífice. Al darse esta situación, es común que ambos papas luchasen para apoderarse de Roma. Es la más compleja de todas las situaciones, porque hubo momentos en los que era difícil determinar qué papa era el legítimo.
Entre los años 896 y 904 se eligieron varios papas y antipapas. La situación llegó a su punto culminante cuando Roma se encontró seriamente dividida entre los partidarios del papa León V y el antipapa Cristóbal. La situación fue salvada después de que Sergio III (tercero en reclamar el pontificado) prendiera a los dos disputantes y los hiciera estrangular, quedando como único pretendiente.
La situación se ejemplifica mucho mejor estudiando el Gran Cisma de Occidente, que estalló después de la elección de Urbano VI en el año 1378, debido a su comportamiento, los vicios de su corte y las dudas sobre su ortodoxia. Los cardenales se volvieron a reunir en la ciudad de Fondi, Italia y en un cónclave depusieron a Urbano VI para elegir al antipapa Clemente VII, que se trasladó a Aviñón. El cisma se prolongó durante medio siglo, durante el cual se ensayaron varias soluciones, desde el cese de ambos pretendientes hasta la convocatoria a un concilio. Finalmente, se reunieron en la ciudad de Pisa los obispos y cardenales de ambos bandos, pero únicamente añadieron otro pretendiente. Tras largas disputas, se reunió el Concilio de Constanza, que depuso a todos los pretendientes y eligió a Martín V.

## Antipapas no reconocidos canónicamente
La Iglesia católica no reconoce a tres antipapas y, por tanto, no aparecen en el Anuario Pontificio, ya que se duda de su existencia o nunca se demostró esta de manera oficial; a continuación se muestra información de esos tres antipapas:
Natalio 199-200
Dono II 973-974
Clemente VIII 1423-1429

## Lista de antipapas
En la siguiente lista figuran los nombres de los antipapas incluidos en la relación de papas y antipapas que figura en el Anuario Pontificio.
Los nombres de los antipapas en cursiva se refieren a aquellos de los cuales se duda de su existencia histórica y, por tanto, no aparecen en el Anuario Pontificio.

### Antipapas anteriores al Gran Cisma de Occidente
Los antipapas anteriores al Gran Cisma de Occidente se remonta al siglo III cuando el cristianismo esta expandiéndose por el Imperio romano, aunque todavía era perseguido por las autoridades romanas. Durante el siglo IV, previa a su declaración como religión oficial del imperio romano, los antipapas seguía siendo por cuestiones doctrianales, especialmente por el arrianismo. A partir del siglo V la presencia de antipapas se deberá a causas de doble elección debido a las distintas facciones presentes en la Roma altomedieval como la facción bizantina, las milicas del pueblo o facciones nobiliarias.
Con la creación del Sacro Imperio, se produce una injerencia activa de los emperadores del Sacro en la elección de los antiapas frente a los papas legítimos que, por diversos motivos, ofrecían resistencia a la política imperial o directamente se oponía a sus designios. Esta injerencia será especialmente importante durante la querella de las investiduras y durante las luchas entre güelfos y gibelinos en Italia durante los siglos XI y XII.
| Antipapa | Nombre real (vida)                   | Pontificado                                   | En oposición a             | Desarrollo |
| --- | ------------------------------------ | --------------------------------------------- | -------------------------- | --- |
| ¿Natalio? | ¿Natalio?                            | ¿199-200?                                     | Ceferino                   | El antipapa Natalio no es reconocido por la Iglesia católica, debió ejercer como papa de un grupo de herejes. Terminó renunciando (c. 199-200) |
| Hipólito | Hippolytos (c.170-c.236)             | 217-235                                       | Calixto I (217-222)        | Discordancia doctrinal. Hipólito acusó a Calixto I de favorecer la herejía cristológica de los monarquianistas y de dañar la disciplina de la Iglesia por su laxo accionar al permitir el reingreso a la Iglesia a antiguos miembros excluidos en razón de ofensas graves. Renunció y se reconcilió con el papa Ponciano. Murió exiliado en Cerdeña durante las persecuciones.                                                                                 |
| Hipólito | Hippolytos (c.170-c.236)             | 217-235                                       | Urbano I (222-230)         | Discordancia doctrinal. Hipólito acusó a Calixto I de favorecer la herejía cristológica de los monarquianistas y de dañar la disciplina de la Iglesia por su laxo accionar al permitir el reingreso a la Iglesia a antiguos miembros excluidos en razón de ofensas graves. Renunció y se reconcilió con el papa Ponciano. Murió exiliado en Cerdeña durante las persecuciones.                                                                                 |
| Hipólito | Hippolytos (c.170-c.236)             | 217-235                                       | Ponciano (230-235)         | Discordancia doctrinal. Hipólito acusó a Calixto I de favorecer la herejía cristológica de los monarquianistas y de dañar la disciplina de la Iglesia por su laxo accionar al permitir el reingreso a la Iglesia a antiguos miembros excluidos en razón de ofensas graves. Renunció y se reconcilió con el papa Ponciano. Murió exiliado en Cerdeña durante las persecuciones.                                                                                 |
| Novaciano | desconocido (¿-258)                  | 251-258                                       | Cornelio (251-253)         | Discordancia doctrinal. Fue elegido en oposición de Cornelio. La división fue determinada por la posición frente a los lapsi (caídos), aquellos que había abjurado de su fe durante las persecuciones. Noviciano tenía una postura más rigorista y proponía su exclusión. Un sínodo convocado en otoño de 251 condenó, excomulgó y desterró de Roma a Novaciano que fundó la Iglesia de los puros (katharoi) que perduraría hasta el siglo VII (Novacianismo). |
| Félix II | desconocido (¿-365)                  | 355-365                                       | Liberio (352-366)          | Discordancia doctrinal. El papa Liberio fue desterrado por el emperador Constancio II por negarse este a condenar a Atanasio durante la disputa arriana. Félix gobernó desde Roma. Liberio pudo regresar a Roma en el 357 pero el pueblo romano rechazo la bicefalía y se decantó por Liberio, obligando a Félix a abandonar Roma y refugiarse en Porto donde fallecería.                                                                                      |
| Ursino | Ursicino (¿-d. 384)                  | 366-367                                       | Dámaso I (366-384)         | Doble elección. Elegido por seguidores de Liberio. Fue expulsado por el emperador Valentiniano I. Siguió viviendo en Milán hasta su muerte. |
| Eulalio | desconocido (¿-423)                  | 27 de diciembre de 418-3 de abril de 419      | Bonifacio I (418-422)      | Doble elección. A la muerte del papa Zósimo fue elegido Bonifacio I pero un grupo de diáconos descontentos apoyados por Simaco, el prefecto de Roma, optó por elegir al diácono Eulalio. Gobernó Roma durante un año. El emperador Honorio convocó un sínodo donde se decantó por Bonifacio I. Renunció y residió en Nepi, donde fue nombrado obispo. |
| Lorenzo | Laurentius (460-508)                 | 22 de noviembre de 498-506                    | Símaco (498-514)           | Doble elección. Durante el Cisma acaciano entre las Iglesias de Oriente y Occidente, fue electo por la facción bizantina del clero frente a Símaco, de la facción antibizantina. Gobernó cuatro años desde Letrán. El rey ostrogodo Teodorico el Grande terminó reconociendo a Símaco por miedo a la influencia bizantina. Fue destituido en el sínodo de Roma.                                                                                                |
| Dióscuro | desconocido (¿-?)                    | 22 de septiembre-14 de octubre de 530         | Bonifacio II (530-532)     | Doble elección. Fue electo por la facción bizantina del clero. Falleció en Roma. |
| Teodoro | desconocido (¿-?)                    | 21 de septiembre-15 de diciembre de 687       | antipapa Pascual           | Doble elección. Fue elegido tras la muerte de Conón como candidato de parte de la clero apoyado por el pueblo romano. Renunció tras la elección del papa Sergio. |
| Pascual | desconocido (¿-692)                  | 21 de septiembre-15 de diciembre de 687       | antipapa Teodoro           | Doble elección. Fue elegido tras la muerte de Conón como candidato de parte de la clero apoyado por los bizantinos. Renunció tras la elección del papa Sergio. Fue confinado en un monasterio. |
| Pascual | desconocido (¿-692)                  | 21 de septiembre-15 de diciembre de 687       | Sergio I (687-701)         | Doble elección. Fue elegido tras la muerte de Conón como candidato de parte de la clero apoyado por los bizantinos. Renunció tras la elección del papa Sergio. Fue confinado en un monasterio. |
| Constantino II | desconocido (¿-768)                  | 29 de junio de 767-6 de agosto de 768         | Esteban III (768-772)      | Injerencia del poder temporal. Fue electo por su hermano el duque de Nepi tras una revuelta nobiliaria. Fue capturado por el rey lombardo Desiderio. Destituido por un tribunal eclesiástico, fue cegado y encarcelado. |
| Felipe | Filippo (¿-?)                        | 31 de julio de 768                            | Esteban III (768-772)      | Injerencia del poder temporal. Asumió el solio al ser designado por el rey lombardo Desiderio. Los francos impusieron a Esteban III y Felipe renunció al solio. |
| Juan VIII | Giovanni (¿-?)                       | 25 de enero de 844                            | Sergio II (844-847)        | Doble elección. Fue elegido por el pueblo romano frente al candidato de la nobleza. La nobleza contraatacó y depuso a Juan VIII y lo confinó en un monasterio. |
| Anastasio III | Anastasio il Bibliotecario (810-879) | 17 de julio-29 de septiembre de 855           | Benedicto III (855-858)    | Doble elección. Elegido Benedicto III, durante la espera de la ratificación por el emperador, el partido imperial eligió a Anastasio III y Benedicto III fue encarcelado. El pueblo romano se levantó contra esa elección y Anastasio III renunció. Fue excomulgado aunque al final de sus días seguía como bibliotecario de la Iglesia. |
| Cristóbal | Cristoforo (¿-906)                   | octubre de 903-enero de 904                   | León V (903)               | Doble elección. Cristóbal destronó al papa León V al que mandó encarcelar dentro de las luchas internas de los seguidores del difunto papa Formoso. El papa Sergio III, enemigo del partido del papa Formoso, tomó Roma con apoyo del duque de Spoleto Alberico de Spoleto. Cristóbal fue destituido y encarcelado. León V y Cristóbal fueron ejecutados en la cárcel.                                                                                         |
| El antipapa Dono II no es reconocido por la Iglesia Católica e incluso se duda de su existencia (diciembre de 973-junio de 974) |                                      |                                               |                            | |
| Bonifacio VII | Francone Ferruchi (¿-985)            | junio-octubre de 974                          | Benedicto VI (973-974)     | Doble elección. Tras la muerte del emperador Otón I, la nobleza romana liderada por Crescencio I nombró a Bonifacio VII. Encarceló al papa y después lo ejecutó. La revuelta del pueblo le obligó a huir de la ciudad. |
| Bonifacio VII | Francone Ferruchi (¿-985)            | abril de 984-20 de julio de 985               | Juan XIV (983-984)         | Doble elección. Se refugió en Constantinopla pero la muerte del emperador Otón II permitió su regreso a Roma. Depuso y encarceló a Juan XIV. Ocupó el solio pontificio pero En el 985 fue asesinado. |
| Juan XVI | Giovanni Filagato (945-1013)         | 997-998                                       | Gregorio V (996-999)       | Doble elección. El papa Gregorio V era apoyado por el emperador Otón III pero carecía del apoyo del pueblo romano. La nobleza liderada por Crescencio II nombró a Juan XVI pero Otón III regresó a Roma y depuso a Juan XVI en el 998. Fue mutilado y encarcelado. |
| Gregorio VI | desconocido (¿-?)                    | mayo-diciembre de 1012                        | Benedicto VIII (1012-1024) | Doble elección. Elegido por la facción nobiliaria de los Crescencios. Los condes de Túscolo tomaron el poder y le obligaron a huir de Roma. Gregorio se refugió en Alemania en busca del apoyo imperial pero fue despojado de todos sus insignias. |
| Benedicto X | Giovanni Mincio (¿-1074)             | 4 de abril de 1058-24 de enero de 1059        | Nicolás II (1058-1061)     | Doble elección. Electo en el cónclave de 1058 pero Hildebrando di Soana se opone acuasándolo de haber sido elegido mediante por simonía y en Siena es elegido Nicolás II. Benedicto huyó de Roma. Fue depuesto, excomulgado y encarcelado hasta su muerte. |
| Honorio II | Pietro Cadalo (1010-1072)            | 28 de octubre de 1061-31 de mayo de 1064      | Alejandro II (1061-1073)   | Doble elección. La regente del emperador Enrique IV, Inés de Poitou, consideró que la elección del papa no había sido aprobada por el emperador y apoyó a Honorio II. Tras la caída de la regente, el concilio de Mantua reconoció a Alejandro II. Fue depuesto y excomulgado. |
| Clemente III | Guiberto Giberti (1025-1110)         | 25 de febrero de 1080-8 de septiembre de 1100 | Gregorio VII (1073-1085)   | Injerencia del poder temporal. Durante la Querella de las investiduras, el emperador Enrique IV es excomulgado por el papa. El emperador convoca un sínodo y depone al papa por Clemente III. Controló Roma hasta el 1098. Falleció en Civita Castellana. |
| Clemente III | Guiberto Giberti (1025-1110)         | 25 de febrero de 1080-8 de septiembre de 1100 | Víctor III (1086-1087)     | Injerencia del poder temporal. Durante la Querella de las investiduras, el emperador Enrique IV es excomulgado por el papa. El emperador convoca un sínodo y depone al papa por Clemente III. Controló Roma hasta el 1098. Falleció en Civita Castellana. |
| Clemente III | Guiberto Giberti (1025-1110)         | 25 de febrero de 1080-8 de septiembre de 1100 | Urbano II (1087-1099)      | Injerencia del poder temporal. Durante la Querella de las investiduras, el emperador Enrique IV es excomulgado por el papa. El emperador convoca un sínodo y depone al papa por Clemente III. Controló Roma hasta el 1098. Falleció en Civita Castellana. |
| Clemente III | Guiberto Giberti (1025-1110)         | 25 de febrero de 1080-8 de septiembre de 1100 | Pascual II (1099-1118)     | Injerencia del poder temporal. Durante la Querella de las investiduras, el emperador Enrique IV es excomulgado por el papa. El emperador convoca un sínodo y depone al papa por Clemente III. Controló Roma hasta el 1098. Falleció en Civita Castellana. |
| Teodorico | desconocido (¿-1102)                 | 8 de septiembre de 1100-febrero de 1101       | Pascual II (1099-1118)     | Injerencia del poder temporal. Elegido sucesor de Clemente III por la facción leal al emperador durante la Querella de las investiduras. Fue capturado por el papa y depuesto. |
| Alberto | Adalberto (¿-?)                      | febrero-mayo de 1101                          | Pascual II (1099-1118)     | Injerencia del poder temporal. Elegido sucesor de Teodorico por la facción leal al emperador durante la Querella de las investiduras. Entregado a las fuerzas papales, fue encerrado en un monasterio. |
| Silvestre IV | Maginulfo (¿-?)                      | 18 de noviembre de 1105-13 de abril de 1111   | Pascual II (1099-1118)     | Injerencia del poder temporal. Elegido sucesor de Alberto por la facción leal al emperador durante la Querella de las investiduras. Controló durante un año Roma. Se exilió a Tívoli. Perdido el apoyo imperial, renunció y se sometió al papa. |
| Gregorio VIII | Maurice Bourdin (¿-1137)             | 1118-1121                                     | Gelasio II (1118-1119)     | Injerencia del poder temporal. El papa se niega a reconocer la potestad del emperador Enrique V para de otorgar investiduras eclesiásticas. El emperador nombra a Gregorio VII como papa. Controló Roma hasta el año 1119. Fue entregado al papa y encarcelado en varios monasterios. |
| Gregorio VIII | Maurice Bourdin (¿-1137)             | 1118-1121                                     | Calixto II (1119-1124)     | Injerencia del poder temporal. El papa se niega a reconocer la potestad del emperador Enrique V para de otorgar investiduras eclesiásticas. El emperador nombra a Gregorio VII como papa. Controló Roma hasta el año 1119. Fue entregado al papa y encarcelado en varios monasterios. |
| Celestino II | Teobaldo Boccapecci (c.1040-?)       | 21-22 de diciembre de 1124                    | -                          | Injerencia del poder temporal. Electo en el cónclave de 1124 tras la muerte de Calixto II por la familia noble de los Pierleoni. Tras ser humillado por Roberto Frangipane, rival de los Pierleoni, renunció. Fue sustituido por Honorio II. |
| Anacleto II | Pietro Pierleoni (1090-1138)         | 23 de febrero de 1130-25 de enero de 1138     | Inocencio II (1130-1143)   | Doble elección. Electo por la familia noble de los Pierleoni con apoyo de Roger II de Sicilia. Controló Roma hasta su muerte. |
| Víctor IV | Ottaviano dei Crescenzi (1095-1164)  | 7 de septiembre de 1159-20 de abril de 1164   | Alejandro III (1159-1181)  | Doble elección. Electo por la facción imperial del clero. Fue apoyado por el emperador Federico I Barbarroja. Controló Roma hasta su fallecimiento. |
| Pascual III | Guido da Crema (1110-1168)           | 20 de abril de 1164-20 de septiembre de 1168  | Alejandro III (1159-1181)  | Doble elección. Electo sucesor del anterior papa por la facción imperial del clero. Controló Roma con el apoyo del emperador hasta su fallecimiento. |
| Calixto III | Giovanni di Struma (¿-1179)          | 20 de septiembre de 1168-29 de agosto de 1178 | Alejandro III (1159-1181)  | Doble elección. Electo sucesor del anterior papa por la facción imperial del clero. Residió en Viterbo. Tras la paz de Venecia (1177) perdió el apoyo imperial. Renunció y se sometió al papa. |
| Inocencio III | Lando di Sezze (¿-1183)              | 29 de agosto de 1179-enero de 1180            | Alejandro III (1159-1181)  | Doble elección. Electo sucesor del anterior papa por la facción imperial del clero. Apoyado por el emperador Federico I hasta 1180. Fue capturado y encerrado en un monasterio. |
| Nicolás V | Pietro Rainalducci (c.1258-1333)     | 12 de mayo de 1328-25 de julio de 1330        | Juan XXII (1316-1334)      | Injerencia del poder temporal. Electo por el emperador Luis IV en oposición al papa que lo había excomulgado. Sin aliados, abjuró y se sometió al papa. |

### Antipapas del Gran Cisma de Occidente
El Cisma de Occidente fue una división de la Iglesia católica como consecuencia de la oposición de una serie de cardenales a las críticas del papa Urbano VI. Como consecuencia de ello, estos cardenales se declararon la sede papal vacante (declaración de Anagni) eligieron a Clemente VII en el cónclave de Fondi. El nuevo papa (antipapa) fijó su residencia en Aviñón bajo la protección de los reyes de Francia. El mundo cristiano europeo dividió su obediencia entre las dos sedes. Los intentos de solucionar el cisma no prosperaron, así, en Aviñón fue elegido Benedicto XIII tras la muerte de Clemente VII; en Roma el cónclave de 1389 eligió a Bonifacio IX como sucesor de Urbano VI, y posteriormente a Inocencio VII (Cónclave de 1404) y a Gregorio XII (cónclave de 1406). 
Para complicar aún más la situación, el concilio de Pisa, que intentaba poner fin al cisma, depuso a los dos papas y un concilio posterior nombró a Alejandro V como único papa. Sin embargo al tratarse de cardenales disidentes ninguno de los dos papas lo reconoció. Ante esto, la Iglesia católica se encontró con tres cabezas dirigentes: Benedicto XIII, Gregorio XII y Alejandro V. Tras su fallecimiento este último fue sustituido por Juan XXIII.  El fin del cisma llegó con el concilio de Constanza (1414-1418), que depuso a los tres papas, solo Benedicto XIII no aceptó la decisión, y nombró en 1417 a Martín V como único papa de la Iglesia católica.
| Sede de Aviñón (después Peñíscola) | Sede de Aviñón (después Peñíscola) | Sede de Aviñón (después Peñíscola) | Sede de Roma              | Sede de Pisa                 | Sede de Pisa  | Sede de Pisa |
| Antipapas                          | Nombre (vida)                      | Pontificado                        | En oposición a            | Antipapas                    | Nombre (vida) | Pontificado  |
| ---------------------------------- | ---------------------------------- | ---------------------------------- | ------------------------- | ---------------------------- | ------------- | ------------ |
| Clemente VII                       | Robert de Genève (1342-1394)       | 1378-1394                          | Urbano VI (1378-1389)     |                              |               |              |
| Clemente VII                       | Robert de Genève (1342-1394)       | 1378-1394                          | Bonifacio IX (1389-1404)  |                              |               |              |
| Benedicto XIII                     | Pedro Martínez de Luna (1328-1423) | 1394-1423                          | Bonifacio IX (1389-1404)  |                              |               |              |
| Benedicto XIII                     | Pedro Martínez de Luna (1328-1423) | 1394-1423                          | Inocencio VII (1404-1406) |                              |               |              |
| Benedicto XIII                     | Pedro Martínez de Luna (1328-1423) | 1394-1423                          | Gregorio XII (1406-1415)  |                              |               |              |
| Benedicto XIII                     | Pedro Martínez de Luna (1328-1423) | 1394-1423                          | Alejandro V               | Pietro Filargo (1340-1410)   | 1409-1410     |              |
| Benedicto XIII                     | Pedro Martínez de Luna (1328-1423) | 1394-1423                          | Juan XXIII                | Baldasarre Cossa (1370-1419) | 1410-1415     |              |

### Últimos antipapas de la Iglesia católica
| Antipapa      | Nombre (vida)                 | Pontificado | En oposición a         | Causa                                               | Final         |
| ------------- | ----------------------------- | ----------- | ---------------------- | --------------------------------------------------- | ------------- |
| Clemente VIII | Gil Sánchez Muñoz (1370-1447) | 1423-1429   | Martín V (1417-1431)   | Electo sucesor del anterior antipapa Benedicto XIII | Abdica        |
| Benedicto XIV | Jean Carrier (¿-1437)         | 1430-1437   | Eugenio IV (1431-1447) | Electo sucesor del anterior antipapa Clemente VIII  | Fallecimiento |
| Félix V       | Amadeo VIII (1383-1451)       | 1439-1449   | Eugenio IV (1431-1447) | Discordia doctrinal (Conciliarismo)                 | Renuncia      |
| Félix V       | Amadeo VIII (1383-1451)       | 1439-1449   | Nicolás V (1447-1455)  | Discordia doctrinal (Conciliarismo)                 | Renuncia      |